# Michel-Amédée Besnus
Michel-Amédée Besnus (1831-1909) est un peintre, graveur et écrivain français.

## Biographie
Né le 23 février 1831 à Paris, Besnus étudie d'abord la peinture auprès de Cantien Auguste Vassort (ou Vassor ?, 1806-1861) à Étampes, pratiquant sur le motif, en plein air. Puis il revient à Paris, dans l'atelier de Léon Cogniet, où il est le condisciple de Léon Bonnat et de Félix Barrias. Entre 1850 et 1853, il peint en compagnie de Théophile-Narcisse Chauvel et Jules Laurens du côté de Barbizon.
Il expose au Salon de Paris à partir de 1859, surtout des paysages de Seine-et-Marne. Cette année-là, il part visiter l'Angleterre, découvre la petite colonie artistique de Norwich (East Anglia), entre  autres les œuvres de l'aquarelliste et graveur John Berney Crome. Un second voyage le mène en Italie, de 1860 à 1862.
C'est sa rencontre avec Louis Français et Félix Bracquemond — peut-être par le biais de son épouse Marie qui connaissait Vassort depuis 1856 —, qui le mène à partir de 1864 à produire des eaux-fortes originales. L'année suivante, il rejoint la Société des aquafortistes et donne trois compositions à leur bulletin ; la première s'intitule La Mare au Drac, Champagne. Il poursuit sa collaboration avec Alfred Cadart et livre trois nouvelles eaux-fortes pour L'Illustration nouvelle (1870-1876) ; il en produira en tout quatorze, d'une remarquable finesse. En 1874, il semble s'essayer à la lithographie.
Dans les années 1880, il participe à l'illustration d'ouvrages. Ses derniers paysages sont exposés au Salon des artistes français de 1890, dont il est devenu membre, et au salon de Besançon en 1902.
En 1898, il publie un essai chez Paul Ollendorff, Mes relations d'artistes, dans lequel il raconte son amitié avec Henri Murger, Jules Dupré, Karl Bodmer, Louis Français, Vassort et d'autres. Son travail a été rattaché par la critique au groupe de Barbizon, auquel il ne peut être réduit.
Il meurt le 6 janvier 1909 à Paris, à son domicile au 24 rue Mayet. Fin analyste et critique d'art, il laisse une importante collection de dessins.
Il eut un fils, Georges-Hippolyte, qui, devenu critique d'art et peintre, se fit également appeler Georges Denoinville (1864-1950),.

## Œuvre

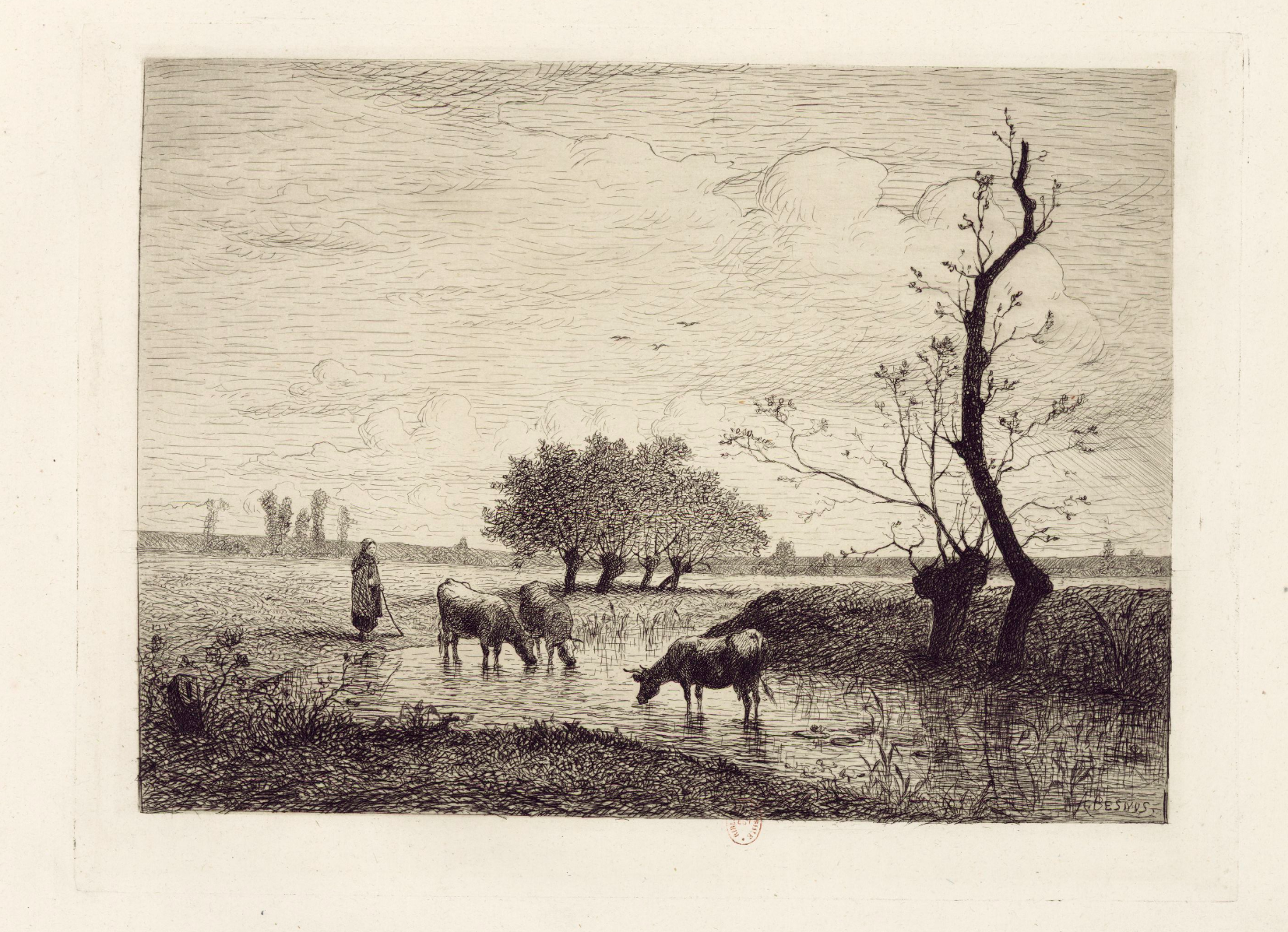
La Mare au Drac, Champagne, eau-forte, 1865 (Cadart & Luquet).

### Conservation
- Paysage, matinée dans les prairies du Nid-d'Ajane près Poitiers, huile sur toile, Salon de 1873.
- Matinée dans les prairies, huile sur toile, Salon de 1874.
- Un orage sur la Marne à Sammeroy, près La Ferté-sous-Jouarre, huile sur toile, vers 1895, musée des beaux-arts de Rouen[9].
- L'embouchure de la Gironde à Pauillac, huile sur toile, 1876, musée des beaux-arts de Bordeaux[10].
- Un étang, huile sur toile, s.d., musée de Grenoble [achat de 1904][11].
- Cavaliers, huile sur toile, s.d., musée des beaux-arts de Pau [achat de 1946][12].

### Essais et ouvrages illustrés
- Le Salon de 1875, préface de M. Eugène Montrosier, Paris, Alcan-Lévy, 1875.
- Nouvelles à l'eau forte, par la société « Les têtes de bois », Paris, Alphonse Lemerre, 1880.
- Une visite au musée de Châlons, Châlons-sur-Marne, Le Roy, 1885.